# Manuscrito Cooke
El Manuscrito Cooke (en inglés, The Matthew Cooke Manuscript) debe su nombre a su editor, Matthew Cooke quien, junto a R. Spencer lo publicó en 1861 en Londres, en su obra Matthew Cooke, History and articles of Masonry. Originariamente está considerado el más antiguo de un conjunto de documentos que forman la llamada Freemasonry's Gothic Constitutions (Constitución gótica de la masonería).

## Historia
Según el investigador Dr. Begemann, el documento pudiera haber sido escrito y compilado en el sureste de la región central occidental, entre los años 1410 y 1420, entre Gloucestershire y Oxfordshire, aunque también lo pudo haber sido en el sureste de Worcestershire o suroeste de Warwickshire. No obstante, casi está demostrado que su contenido es una compilación que pudiera incluso tener un siglo más de antigüedad.[cita requerida]
Es de destacar que el término «especulativo» hace su aparición por primera vez en este documento, que junto a su contenido servirán años después, en 1721, para que George Payne, segundo Gran Maestro de la Gran Logia de Inglaterra, lo adoptase para la creación del que sería su primer reglamento.[cita requerida]
El Manuscrito de Cooke además de por los puntos citados también es usada como fuente primigenia por el pastor James Anderson, que recurrió a él como fuente de inspiración para la redacción de lo que serían su Libro de las Constituciones (1723) o Constituciones de Anderson.[cita requerida]
Actualmente está en el British Museum.[cita requerida]

## Composición
El documento está dividido en dos partes: la primera está compuesta por 19 artículos, que dan cuenta de los orígenes de la geometría, así como también de la arquitectura. Y la segunda que también es conocida como «Libro de deberes» está compuesta por: una introducción histórica, nueve artículos que hacen referencia a la división y organización del trabajo y que son fruto de una asamblea general que se remonta al gobierno del Rey Athelstan; nueve consejos sobre el orden moral y religioso; y finalmente cuatro normas relativas a la vida fuera de la Logia por los masones.[cita requerida]